# Recopa Africana 1976
La Recopa Africana 1976 fue la segunda edición de este torneo de fútbol a nivel de clubes de África organizado por la CAF en donde formaron parte 20 equipos que ganaron el torneo de copa de sus respectivos países, 4 equipos más que en la edición anterior.
El Shooting Stars FC de Nigeria venció en la final al campeón defensor Tonerre Yaoundé de Camerún para ser el primer equipo nigeriano en ganar el torneo.

## Ronda Preliminar
| Equipo 1               | Agr. | Equipo 2          | Ida | Vuelta |
| ---------------------- | ---- | ----------------- | --- | ------ |
| Bata Bullets           | 6-4  | Fortior Mahajanga | 2-4 | 4-0    |
| Canon Yaoundé          | 6-1  | Petrosport FC     | 3-0 | 3-1    |
| Liberté FC             | 1-9  | Al-Ahly Tripoli   | 0-5 | 1-4    |
| Gambia Ports Authority | 2-6  | RC Kadiogo        | 1-4 | 1-2    |

## Primera Ronda
| Equipo 1          | Agr.     | Equipo 2             | Ida | Vuelta |
| ----------------- | -------- | -------------------- | --- | ------ |
| Bata Bullets      | 1-4      | Rokana United        | 1-0 | 0-4    |
| Canon Yaoundé     | 2-2 (v.) | Vita Club            | 2-1 | 0-1    |
| RC Kadiogo        | 1-7      | AS Kaloum Star       | 1-0 | 0-7    |
| ASKO Kara         | 1-5      | Tonnerre Yaoundé     | 1-2 | 0-3    |
| Mechal Army       | 6-4      | Youth League         | 5-2 | 1-2    |
| Shooting Stars FC | 5-0      | Kenya Breweries      | 3-0 | 2-0    |
| US Gorée          | 0-2      | Stella Club d'Adjamé | 0-0 | 0-2    |
| Zamalek           | 4-2      | Al-Ahly Tripoli      | 3-0 | 1-2    |

## Cuartos de final
| Equipo 1          | Agr. | Equipo 2             | Ida | Vuelta |
| ----------------- | ---- | -------------------- | --- | ------ |
| Mechal Army       | 2-6  | Zamalek              | 2-0 | 0-6    |
| Shooting Stars FC | 4-3  | Rokana United        | 3-2 | 1-1    |
| Tonnerre Yaoundé  | 2-1  | AS Kaloum Star       | 0-0 | 2-1    |
| AS Vita Club      | 5-3  | Stella Club d'Adjamé | 2-0 | 3-3    |

## Semifinales
| Equipo 1     | Agr.        | Equipo 2          | Ida | Vuelta |
| ------------ | ----------- | ----------------- | --- | ------ |
| AS Vita Club | 2-4         | Tonnerre Yaoundé  | 1-1 | 1-3    |
| Zamalek      | 2-2 (3-5 p) | Shooting Stars FC | 2-0 | 0-2    |

## Final
| Equipo 1          | Agr. | Equipo 2         | Ida | Vuelta |
| ----------------- | ---- | ---------------- | --- | ------ |
| Shooting Stars FC | 4-2  | Tonnerre Yaoundé | 4-1 | 0-1    |

## Campeón
| Recopa Africana 1976        |
| --------------------------- |
| Bandera de Nigeria          |
| Shooting Stars FC 1º Título |